# 华东安蕨
华东安蕨（学名：Anisocampium sheareri）为蹄盖蕨科安蕨属下的一个种。